# Oleksandr Kassaj
Oleksandr Pawlowytsch Kassaj (ukrainisch Олександр Павлович Касай, wiss. Transliteration Oleksandr Kasaj; * 14. Januar 1997 in Saporischschja, Ukraine) ist ein ukrainischer Handballspieler, der für den ukrainischen Verein HK Motor Saporischschja aufläuft.

## Karriere

### Im Verein
Kassaj lief in den Spielzeiten 2014/15 bis 2017/18 für den ukrainischen Erstligisten HK SNTU-SAS Saporischschja auf. Die beste Platzierung mit dem Verein auf nationaler Ebene war der dritte Platz in der Superliga im Jahr 2017. Weiterhin nahm er mit in den Spielzeiten 2016/17 und 2017/18 am EHF Challenge Cup teil. Im Jahr 2018 wechselte der Außenspieler zum Ligakonkurrenten HK Motor Saporischschja. Mit Motor gewann er 2019, 2020 und 2021 die ukrainische Meisterschaft und lief in jeder Saison in der EHF Champions League auf. Aufgrund des russischen Überfalls auf die Ukraine schloss er sich im April 2022 dem deutschen Zweitligisten TuS Ferndorf an. In der Saison 2022/23 trat er mit HK Motor Saporischschja in der deutschen 2. Bundesliga an.

### In der Nationalmannschaft
Kassaj wurde, ohne dass er zuvor ein Länderspiel bestritten hatte, in das ukrainische Aufgebot für die Europameisterschaft 2022 berufen. Für die Ukraine, die nach der Vorrunde ausschied, erzielte er in Turnierverlauf fünf Treffer in drei Spielen.

## Sonstiges
Kassaj nahm im Jahr 2020 gemeinsam mit dem Volleyballspieler Wladyslaw Emeljantschyk an der ukrainischen Beachvolleyball-Meisterschaft teil und gewann die Bronzemedaille.